# 제주올레
제주올레는 서명숙이 산티아고 순례길을 돌아보고 고향인 제주도에 많은 사람이 찾아오는 트레일을 만들기 위해 설립한 시민단체로, 올레길의 관리를 하고 있다. 양평군에 컨설팅을 해서 물소리길을, 일본 규슈와 미야기에도 컨설팅을 해서 규슈올레와 미야기올레를 열었다.
제주올레(사단법인)는 제주도를 걸어서 여행할 수 있는 장거리 도보 여행길 ‘제주올레’를 만들고 운영하는 비영리 민간 단체이다.
2007년 9월 첫 번째 코스인 1코스를 열었다.

## 같이 보기
- 제주올레길